# اتو بلاثی
اتو بلاثی (انگلیسی: Ottó Bláthy; ۱۱ اوت ۱۸۶۰ – ۲۶ سپتامبر ۱۹۳۹) دانشمند در زمینه مهندسی برق اهل مجارستان بود. در عرصه کاری، وی به عنوان مخترع مشترک ترانسفورماتور مدرن، دستگاه تنظیم‌کننده ولتاژ، کنتور و غیره به شمار می‌رود.